# Tizian
 Tiziano Vecelli  (oziroma Tiziano Vecellio, najpogosteje imenovan kar Tizian), italijanski slikar, * 1488/1490, Pieve di Cadore, † 27. avgust, 1576, Benetke. Za časa njegovega življenja so ga najpogosteje nazivali z Da Cadore, ime pa so povzeli po njegovem rojstnem kraju (Tizian iz Cadore).
Velja za vodilnega slikarja t. i. beneške šole italijanske renesanse v 16. stoletju (včasih omenjana tudi kar kot beneška renesansa).
Njegovi sodobniki so ga priznavali kot »sonce med malimi zvezdami« (ozirajoč se na ključno črto Dantejevega paradiža v Božanski komediji), Tizian pa je bil vsekakor eden najbolj vsestranskih italijanskih slikarjev, najbolj izurjen v portretu in krajini (s tema dvema si je najprej ustvaril dober sloves), mitoloških in sakralnih upodobitvah. Tizian je še vedno upoštevan kot eden najvplivnejših slikarjev svoje dobe. Stalnica, ki spremlja obe obdobji njegove kariere, je njegovo izredno zanimanje za barvo. Njegova kasnejša dela morda niso tako barvno živahna in žareča, kot dela iz njegovih zgodnejših let, so pa v tem času njegove rahle poteze čopiča in subtilna mnogobarvna modulacija način, ki nima predhodnika v zahodnoevropski umetnosti.

## Življenje
Tizian je bil rojen v kraju Pieve di Cadore v italijanski regiji Cadore, poleg Belluna (Veneto), v Beneški republiki. Rojstni datum ni zanesljivo znan. Umrl je 27. avgusta 1576. Kot drugi sin v družini očeta Gregoria Vecellia je odraščal med notarji, upravitelji in odvetniki, ki so ga naučili skromnosti in previdnega ravnanja z denarjem.
Star devet let je skupaj s starejšim bratom Francescom odšel v Benetke k stricu Antoniu, državnemu uslužbencu. Ta je odkril Tizianovo nadarjenost in oba vpisal v šolo mozaikarstva pri Zuccatu. Francesco se je zanimal za vojaški poklic, Tizian pa se je preselil v ugledno beneško delavnico k slikarju Gentile Belliniju. V tem času je bila Beneška republika na vrhuncu slave kot trgovski imperij, v mestu so rastle palače in slikarske šole s svojstvenim slogom. Zaradi vlažnega okolja niso izdelovali fresk ampak slike na platnu. V letih do 1510 je Tizian doživljal razgibano življenje in pridobil bogate izkušnje. Pridobil je tudi nekaj splošne izobrazbe in svoje vajeništvo končal s fresko Pravičnost, narejeno 1508 v Nemškem gostišču (Fondaco dei Tedeschi), ki jo je delal skupaj z Giorgionejem (pravo ime Giorgio da Castelfranco). Danes so ohranjeni posamezni fragmenti v galeriji Franchetti v Ca' d'Oro v Benetkah. Po Giorgionejevi prezgodnji smrti leta 1510 je Tizian še nekaj časa slikal Giorgionejeve teme, razvijal pa je tudi svoj slog, za katerega je bilo značilno krepko in ekspresivno izražanje.
Tizian je postal najuglednješi med slikarji v Benetkah. V Padovi je leta 1511 izdelal ciklus fresk o svetem Antonu Padovanskem. Leta 1513 je dobil prvo državno naročilo. V Doževi palači je moral naslikati bitko (kasneje leta 1577 je pogorela). Dobil je pomembne privilegije, ki so mu omogočili blaginjo. Svoje slikarske tekmece je premagal z naročilom Marijino Vnebovzetje, oltarni sliki v baziliki v Frari. Navezal je stike s ferrarskim vojvodom Alfonsom d'Este in po smrti Bellinija novembra 1516 postal uradni dvorni slikar. To mu je prineslo dobro rento in oprostitev nekaterih davkov.
V obdobju med 1516 in 1530 je Tizian deloval mojstrsko in zrelo, obdeloval je večje, bolj kompleksne teme in prvič poskušal monumentalni slog. Tizian pa je postal slaven tudi izven Benetk. Večji naročnik je bil Alfonso d'Este iz Ferrare, kateremu je izdelal dekor v delovnem kabinetu: tri bajeslovna dela - Bakhov prihod na otok Andros, Bakh in Ariadna in Praznik bogov ter še nekaj ducatov drugih slik. Leta 1523 je prišel na oblast dož Andrea Gritti, ki je ukazal obnoviti arhitekturo Benetk v slogu klasicizma, Tizianu pa naročil pomembna dela in mu dajal velike nagrade.
Tizian je živel pet let v razmerju s Cecilio, hčerko brivca iz Felterja in imel z njo dva sinova. Leta 1525 je zbolela, zato se je poročil. Po tem sta se rodili še dve hčeri. Najraje je imel sina Orazia, ki je postal njegov pomočnik. Leta 1530 mu je žena umrla na porodu druge hčere, njegovo gospodinjstvo je prišla vodit Tizianova sestra Orsa. Preselili so se v dvorec z vrtom v predmestju Benetk s pogledom na Murano. Nikoli več se ni poročil temveč vestno skrbel za svoje otroke.
Leta 1528 se je Tizian udeležil natečaja za veliko oltarno podobo Smrt mučenca sv. Petra za baziliko sv. Janeza in Pavla (imenovano tudi San Zanipolo). Delo je dobil in sliko končal aprila 1530. Gre za eno najboljših Tizianovih slik.
V obdobju od 1530 do 1540 je imel Tizian še vedno privilegije pri vojvodih in vladarjih ter papežih. Bil je velik prijatelj s Pietrom Aretinom, spoštovanim pamfletistom in razumnikom evropskega slovesa, ki je o njem napisal mnogo člankov in pisem. Aretino ga je leta 1530 pripeljal tudi do Karla V. Habsburškega, ki je postal glavni naročnik Tizianovih del. Leta 1533 mu je podelil naziv vitez zlate ostroge, Tizian pa mu je izdelal nepozabne slike cesarja in družine. Po letu 1532 je Tizian večkrat slikal za Francesca Mario Della Rovereja, urbinskega vojvodo. Sočasno pa je delal tudi za Gonzage iz Mantove in druge naročnike. 
Leta 1542 se je Tizian spoznal z družino Farnese (eden od njih postane papež Pavel III.), uredil atelje in leta 1545 odpotoval v Rim. Za papeža je izdelal vrsto portretov. V Rimu je tedaj deloval Michelangelo, ki mu Tizianovo delo ni preveč ugajalo. V Rimu je tedaj namreč prevladoval manierizem.
Okoli leta 1550 se je zaključevala razgibana cepitev med katoličani in Lutrovimi privrženci. Tizian je kot mednarodno ugledna osebnost sodeloval leta 1548 na zasedanju državnega zbora v Augsburgu ter začasno prepustil vodenje ateljeja Aretinu. Leta 1551 je bil Tizianov pokrovitelj kardinal Perrenot de Granvella, po letu 1555 pa Filip II. Zanj je naredil sedem bajeslovnih slik in jih imenoval pesmi.
Smrt Pietra Aretinija (jesen 1556), roparski napad na sina, smrt Karla V. (1558) in smrt brata Francesca (1559) so Tiziana precej prizadele. Vrgel se je na delo in prekipeval od ustvarjalnosti. Povečalo je število oltarnih podob, bajeslovnih motivov in druge svete in posvetne postave. Iz tega časa je znana Mučeništvo svetega Lovrenca narejena za kapelo pri križarski cerkvi v Benetkah. 
Star sedemdeset let je sicer še vedno ustvarjal, skrbel pa je tudi, da je atelje dobro deloval. V atelje je sprejemal le manj nadarjene učence. Le nekaj dni sta bila pri njem Jacobo Robusti Tintoretto ali El Greco. Za tiskovnega predstavnika je najel pisatelja Verdizzotija, ki je kasneje napisal tudi Tizianov življenjepis. Leta 1566 je napisal osnutek za avtorske pravice in samo dvema bakrorezcema proti plačilu dovolil delati posnetke.
Leta 1566 je prišel v Benetke Giorgio Vasari, aretinski slikar in arhitekt tudi avtor knjige Življenje slikarjev, kiparje in arhitektov oc Cimabueja do Michelangela. Ko je spoznal Tiziana in njegovo delo, ga je predlagal za člana Slikarske akademije v Firencah. V kasnejši izdali prej omenjene knjige je dodal tudi Tiziana, zato je njegovo življenje in delo dobro dokumentirano.
Tizian je pri osemdesetih napisal oporoko, uspel prenesti privilegije na sina Orazia. Na delih, ki jih je vedno izdeloval v obdobju do leta 1576 se odraža bolečina, tesnoba, strah. Tudi zato, ker so Benetke zašle v krizo, gospodarstvo je nazadovalo, pred vrati so bili Turki. Vlada mu je naročila veliko sliko za Doževo palačo o bitki pri Lepantu (7. oktober 1571), ki pa ni bila nikoli dokončana. Beneški imperij se je začel drobiti. Leta 1576 je v Benetkah razsajala kuga, ki zahtevala četrtino prebivalstva. Tizianova delavnica se je spraznila, zbolel je tudi sin Orazio in čez nekaj mesecev umrl.
Tizian je pri devetdesetih ostal sam in umrl 27.avgusta 1576. Senat Serenisime je naredil izjemo in ga niso vrgli v skupni grob, temveč so ga pokopali v baziliki Frari. Ko je decembra leta 1577 Doževo palačo zajel požar, je pri tem zgorelo na ducate Tizianovih slik, tudi portretov dožev.

## Delo
Tizian je ustvarjal skoraj več kot sedem desetletij in skoraj identičen je razcvet beneškega slikarstva. Raztezalo se je skozi burno zgodovino 16. stoletja, skozi obdobje visoke renesanse in deloma manierizma. Na začetku svojega delovanja še kaže svojo dolgotrajno iskanje novih, sodobnejših oblik kot do bile tiste v 15. stoletju. Temu je sledilo njegovo glavno ustvarjalno obdobje, ki bi ga bilo mogoče razdeliti tudi v več faz. Pozna dela pa že kažejo baročni slog, Rubens, Rembrandt in Watteau in izstopajo slogovno od veliko drugih njegovih del. Kot prvi italijanski umetnik je imel Tizian resnično mednarodno klientelo, kar gre zahvala množici njegovih portretov. Ker je Tizian nerad potoval, so praviloma kupci prihajali k njemu. Edina privilegirana sta bila cesar Karel V. in papež Pavel III.
Za Tizianova zgodnja dela je značilno, da je zelo podoben slogu Giorgioneja, le da je Tizian naslikal več portretov. Slikarska sloga sta si tako podobna, da je to povzročalo obilo težav umetnostnim zgodovinarjem pri identifikaciji njunih del (primer Pastoralni koncert, 1510 Louvre, Speča Venera, Dresden). Čeprav je bil talentiran in spreten, dolgo časa ni izostril svojega sloga. Zelo dolg in trd proces učenja ga je na koncu pripeljal do vodilnega slikarja severno od Rima.
Po Giorgionijevi smrti je Tizian zablestel. Iz tega obdobja so znane mojstrovine: Mož s prešitim rokavom, biblijski motiv Noli me tangere in Flora. Pričetek visoke renesanse v Benetkah pa predstavlja monumentalna slika Marijino vnebovzetje v cerkvi Santa Maria Gloriosa dei Frari.
Za naslednje obdobje je značilen pojav velikih mojstrovin. V tem desetletju je ambiciozni in samozavestni Tizian uspel povečati svojo mednarodno slavo in prepoznavnost. Ustvaril je nove, velike oltarne slike in slike z mitološkimi prizori. Tizianovo prvo veliko naročilo izven Benetk je bil cikel mitoloških slik za Alfonsa d'Este. Tudi v tem obdobju je naslikal nekaj najbolj znanih portretov za katere je bila značilna barvna skladnost ter prikaz ponosnih obrazov in oblačil.
V Letih 1530 do 1540 je imel Tizian manjšo ustvarjalno krizo, saj iz tega obdobja ni veliko del. V tem času je tudi spremenil slog. Najpomembnejši predstavnik tega obdobja je Devica v templju za Scuola Grande di Santa Maria della Carita (danes del Galleria dell'Accademia), najbolj znano delo te ustvarjalne faze pa je Urbinska Venera, poleg te pa še Venera in glasbenik. Spogledovanje z manierizmom je najbolj očitno v treh stropnih poslikavah za Santo Spirito v Isoli (Abrahamovo žrtvovanje, Kajn ubije Abela in David in Goljat). Poslikave so zdaj v zakristiji Santa Maria della Salute.
V času ko je delal za cesarja Karla V. je nastala vrsta odličnih portretov. Zaroka Filipa z Marijo Tudor pa je bila ustrezen okvir za niz mitoloških slik, ki jih je Tizian poimenoval Poesie. Prva slika v tej seriji je Danaa, sledijo še Venera in Adonis, Diana in Acteon in Diana in Kalisto. Zadnja in najbolj ohranjena slika iz te serije je Posilstvo Evrope iz leta 1562. Zaradi odličnih barv in prikazane čutnosti predstavljajo vrh evropske umetnosti.
Tizianova serija poesie za Filipa II. Španskega:
- Diana in Acteon
- Diana in Kalisto
- Perzej in Andromeda
- Ugrabitev Evrope
- Acteonova smrt

Po letu 1560 je Tizian drastično spremenil svoj slog, kar je bila posledica več osebnih tragedij. Svoje je dodala tudi politika, to je protireformacija, ki je zahtevala nov način prikazovanja verskih vsebin. To je še posebej očitno pri sliki Kronanje s trnjem, ki je v Münchnu. Barve so temačne, prevladujejo rdeče-rjavi toni, vsebinsko gre za ritual.
Razvoj Tizianovega sloga slikanja in njegovo stanje duha se najbolje vidi iz njegovih avtoportretov, ki so nastajali v celotnem obdobju delovanja.
Tizian je bil zelo dober pri vodenju svojega ateljeja, ki ga je organiziral kot podjetje s hierarhično postavljeno strukturo delavcev: vajenec, sodelavec, pomočnik. Pri ustvarjanju je ločil dela namenjena javnosti, ki jih je po navadi delal zelo počasi in tista namenjena zasebnim naročnikom. V času svojega celotnega ustvarjalnega življenja je Tizian svoja dela podpisoval s TICIANUS F. 
Poleg portretov je bil predvsem uspešen pri slikanju čutnih ženskih postav, ki so jih kupovali aristokrati in bogati trgovci. Naročniki so bili iz vseh stanov živečih v Benetkah. Benetke so štele okoli 50.000 prebivalcev, med njimi je bilo okoli tristo plemiških družin, državna uprava, cehovske združbe, šestdeset šol. Zelo pomembna naročila so prihajala iz cerkvenih krogov, dva velika naročnika sta bila samostanska dominikanska cerkev San Zanipolo (v njej je naslikal Smrt sv. Petra mučenika) in frančiškanska bazilika Santa Maria Gloriosa dei Frari (v njej je Tizian leta 1518 naslikal skoraj 7 m visoko sliko Marijino Vnebovzetje ali Assunta). Tukaj so bili tudi tuji trgovci, posebej nemški, ki so zbirali umetnine.
Tizian je bil izreden portretist. Njegovi obrazi so bili živi, razgibani, imeli so dušo. Znana je prigoda o portretu papeža Pavla III., ki ga je Tizian naslikal med bivanjem v Rimu, ga postavil na balkon, da bi se posušil, pa so ga mimoidoči pozdravljali, ker so mislili da je živ.
Tudi dela nabožne vsebine niso bila redka, pogosto pa se je vračal k bajeslovnim zgodbam. Posebej po svojem šestdesetem letu je videl v antičnih junakih in bogovih zgled človeških usod.

## Grafike
Tizian se sicer ni mislil ukvarjati z grafiko, vendar mu je to pripomoglo k širjenju ugleda. V letih od 1517 do 1520 je izelal vrsto lesorezov, tudi slavnega Prehod preko Rdečega morja. V sodelovanju s Campagnolom je naredil številne grafike na osnovi svojih slik. Za grafika Corneliusa Corta iz Nizozemske je naredil nekaj risb, ki jih je ta predela v sijajne bakroreze.

## Vpliv na kasnejše likovne umetnike
Tizian in njegovo delo je imelo vpliv na slikarstvo še naslednja stoletja. Slikarji so se navdihovali pri njem vse do dvajsetega stoletja. Najbolj pa je vplival na dela Velázqueza, Rubensa, Van Dycka, Rembranta, El Greca pa tudi Goya, Delacroix in impresionisti (predvsem Edouard Manet) so ga posnemali.

## Spomeniki
Leta 1975 je bil Tizian upodobljen na bankovcu za 20.000 italijanskih lir.
Tizianu je bil posvečen krater premera 121 km na planetu Merkur.

## Galerija del
- Portrait of a Lady (Portret dame ("La Schiavona") 1510-12
- Noli me tangere, 1511–15, Narodna galerija, London
- Portret Jacopa Sannazara, 1514–18, Kraljeva zbirka, Združeno kraljestvo
- Človek z rokavico, ok. 1520, Louvre, Pariz
- La Bella, ok. 1536, Palača Pitti, Firence
- David in Goljat, 1542–44, Santa Maria della Salute, Benetke
- Papež Pavel III. in njegov vnuk, ok. 1546; Museo di Capodimonte, Neapelj
- Menih s knjigo, ok. 1550, National Gallery of Victoria, Melbourne
- Oltarna slika Jakoba Velikega, 1558, cerkev San Lio church, Benetke
- Danaa s služkinjo, 1560–65, muzej Prado, Madrid
- Gospodovo oznanjenje, 1559–64, olje na platnu; oltarna slika v San Salvador, Benetke
- Pokopavanje, ok. 1572, muzej Prado, Madrid